# Shiv Sena
Shiv Sena (en letra devanagari: शिव सेना, Śīv Senā, ‘ejército de Shiva’) es un partido político indio fundado el 19 de junio de 1966 por Bal Thackeray, quien fue su principal dirigente hasta su muerte el 17 de noviembre de 2012. El partido surgió en la ciudad de Bombay (India), extendiéndose entre los maratíes de Majarastra, donde el partido sigue recabando la mayor parte de su apoyo a pesar de haber extendido su influencia a otras regiones de la India. Sus fundamentos ideológicos parten del nacionalismo indio y la defensa del concepto de hindutwá, emparentándolo y facilitando las alianzas con el Bharatiya Janata Party, de mayor tamaño e influencia. El Shiv Sena ha participado varias veces en el gobierno de la región de Maharashtra, la alcaldía de Bombay y, como miembro de la Alianza Democrática Nacional, del gobierno central de la India entre 1998 y 2004. Los miembros de Shiv Sena son conocidos como shivsainiks, y su identificación de la ciudadanía e identidad nacional india con la religión hinduista lo han llevado a alentar o protagonizar frecuentes fricciones con la población musulmana local. Por estos motivos se le suele considerar como una formación militantemente nativista, comunitarista o confesional.

## Resultados electorales

### Lok Sabha
| Elecciones | # de escaños    | Diferencia      | # de votos      | % de votos      |
| ---------- | --------------- | --------------- | --------------- | --------------- |
| 1971       | 0/518           |                 | 227.468         | 0,16%           |
| 1977       | No se presentó. | No se presentó. | No se presentó. | No se presentó. |
| 1980       | 0/529           |                 | 129.351         | 0,07%           |
| 1984       | No se presentó. | No se presentó. | No se presentó. | No se presentó. |
| 1989       | 1/545           |                 | 339.426         | 0,11%           |
| 1991       | 4/521           | 3               | 2.208.712       | 0,79%           |
| 1996       | 15/545          | 11              | 4.989.994       | 1,49%           |
| 1998       | 6/545           | 9               | 6.528.566       | 1,77%           |
| 1999       | 15/545          | 9               | 5.672.412       | 1,56%           |
| 2004       | 12/545          | 3               | 7.056.255       | 1,81%           |
| 2009       | 11/543          | 1               | 6.454.950       | 1,55%           |
| 2014       | 18/543          | 7               | 10.262.982      | 1,85%           |
| 2019       | 18/543          | Sin cambios     | 12.858.904      | 2,10%           |

### Asamblea Legislativa deMaharashtra
| Elecciones | Líder            | # de escaños    | Diferencia      | # de votos      | % de votos      | Puesto          |
| ---------- | ---------------- | --------------- | --------------- | --------------- | --------------- | --------------- |
| 1972       |                  | 1/270           |                 | 279.210         | 1,84%           | Oposición       |
| 1978       | No se presentó.  | No se presentó. | No se presentó. | No se presentó. | No se presentó. | No se presentó. |
| 1980       |                  | 1/288           |                 | 726.338         | 4,14%           | Oposición       |
| 1985       | No se presentó.  | No se presentó. | No se presentó. | No se presentó. | No se presentó. | No se presentó. |
| 1990       | Manohar Joshi    | 52/288          |                 | 4.733.834       | 15,94%          | Oposición       |
| 1995       | Manohar Joshi    | 73/288          | 21              | 6.315.493       | 16,39%          | Coalición       |
| 1999       | Narayan Rane     | 69/288          | 4               | 5.692.812       | 17,33%          | Oposición       |
| 2004       | Bal Thackeray    | 62/288          | 7               | 8.351.654       | 19,97%          | Oposición       |
| 2009       | Bal Thackeray    | 45/288          | 17              | 7.369.030       | 16,26%          | Oposición       |
| 2014       | Eknath Shinde    | 63/288          | 18              | 10.235.970      | 19,35%          | Coalición       |
| 2019       | Uddhav Thackeray | 56/288          | 7               | 9.049.789       | 16,41%          | Coalición       |